# Softporn Adventure
Softporn Adventure — юмористический текстовый квест с элементами эротики для компьютера Apple II, разработанный Чаком Бентоном (англ. Chuck Benton) и выпущенный в 1981 году компанией Sierra On-Line. Десять лет спустя игра была портирована под DOS.
Игроку предстояло в роли типичного любовного неудачника собирать различные предметы и производить действия с тем, чтобы добиться благосклонности привлекательных (и не очень) женщин. Несмотря на то, что игра не была непристойной даже по меркам 1980-х, она вызвала общественные споры из-за своей «пикантности», а пиратские копии пользовались большой популярностью у подростков.
Через несколько лет появилась серия игр Ларри в выходном костюме, сделанная по мотивам Softporn, причём первая из них — Leisure Suit Larry in the Land of the Lounge Lizards (1987) являлась почти полной копией Softporn, но с графикой. Создатель игры Эл Лоу утверждает, что заимствовал из Softporn только идею и головоломки.

## Портирование
В 1991 году игра была портирована под DOS дизайнером Гэри Томпсоном (Gary Thompson). Также она была портирована в Z-код для запуска на эмуляторах Z-Machine (Z-machine — виртуальная машина, созданная для запуска игр серии Zork и других текстовых квестов от Infocom). Эмуляторы Z-machine существуют практически для любой современной платформы.